# Ian Allinson
Ian James Robert Allinson (ur. 1 października 1957 w Hitchin) – angielski piłkarz występujący na pozycji pomocnika, a później również trener. Wychowanek Colchester United, w trakcie swojej kariery grał także w takich zespołach jak Arsenal, Stoke City oraz Luton Town. W przeszłości prowadził także Boreham Wood, zaś od 2016 roku pracuje jako trener St Albans City.